# HD 61556
HD 61556，又名CD-26 4707，SAO 174199、HR 2949，是一颗船尾座的恒星，视星等为4.62，位于銀經241.97，銀緯-2.44，其B1900.0坐标为赤經7h 34m 43.9s，赤緯-26° -2.44′ 34″。